# Сергеев, Антон Андреевич (предприниматель)
Антон Андреевич Сергеев (род. 4 мая 1993, Санкт-Петербург) — российский танцор и предприниматель. Финалист чемпионатов Европы и России по латиноамериканской программе. Основатель сети танцевальных школ «Дети на паркете».

## Биография
Родился 4 мая 1993 года в Санкт-Петербурге. В 2010 году окончил среднюю школу № 222. Учился на юридическом факультете Санкт-Петербургского государственного университета аэрокосмического приборостроения.
Начал заниматься бальными танцами в 2001 году. В 2002 году перешёл в клуб спортивного бального танца «Ритм» городского Дворца творчества юных.
В течение своей спортивной карьеры выступал в парах с Александрой Клочко (2004-2011), Елизаветой Моникайнен (2011-2013) и Валерией Верстовой (2013-2015).
Лучшие результаты:
- International Dance Championship 2012: Топ-14 Under 21 Latin
- Blackpool Dance Festival 2013: Топ-41 Amateur Rising Star Latin, Топ-12 Under 21 Latin
- Чемпионаты и первенства России 2013 (ФТСАРР): Топ-22 Students Latin, Топ-14 Youth II Latin
- Blackpool Dance Festival 2014: Топ-88 Amateur Rising Star Latin
- Чемпионаты и первенства Европы 2014 WDC Al: Топ-18 Amateur Latin
- Blackpool Dance Festival 2015: Топ-82 Amateur Latin, Топ-22 Amateur Rising Star Latin

В 2015 году открыл бизнес – школу танцев «Дети на паркете». В 2019 и 2022 годах компания входила в число самых выгодных франшиз по версии российского Forbes. На 2023 год сеть насчитывает 114 танцевальных школ в 22 городах России.
В 2019 году стал сооснователем сети детских спортивных клубов «Кидкорт».
Также в 2019 году стал победителем VIII национальной премии «Бизнес-Успех» в номинации «Лучший проект в сфере торговли и услуг».

## Личная жизнь
С 2016 года женат на Диляре Давлетбаевой. В 2018 году у них родилась дочь Лейсан.